# Ла-Вета (Колорадо)
Ла-Вета (англ. La Veta) — місто (англ. town) в США, в окрузі Верфано штату Колорадо. Населення — 862 особи (2020).

## Географія
Ла-Вета розташована за координатами 37°30′31″ пн. ш. 105°0′31″ зх. д. / 37.50861° пн. ш. 105.00861° зх. д. (37.508562, -105.008487).  За даними Бюро перепису населення США в 2010 році місто мало площу 3,54 км², уся площа — суходіл.

### Клімат
| Клімат : Ла-Вета                             | Клімат : Ла-Вета | Клімат : Ла-Вета | Клімат : Ла-Вета | Клімат : Ла-Вета | Клімат : Ла-Вета | Клімат : Ла-Вета | Клімат : Ла-Вета | Клімат : Ла-Вета | Клімат : Ла-Вета | Клімат : Ла-Вета | Клімат : Ла-Вета | Клімат : Ла-Вета | Клімат : Ла-Вета |
| Показник                                     | Січ.             | Лют.             | Бер.             | Квіт.            | Трав.            | Черв.            | Лип.             | Серп.            | Вер.             | Жовт.            | Лист.            | Груд.            | Рік              |
| Абсолютний максимум, °C                      | 21,1             | 16,7             | 23,3             | 26,1             | 29,4             | 32,2             | 36,1             | 34,4             | 29,4             | 27,8             | 23,9             | 18,3             | 36,1             |
| Середній максимум, °C                        | 8,3              | 8,8              | 9,2              | 14,0             | 19,8             | 24,8             | 28,7             | 27,3             | 22,7             | 19,1             | 14,1             | 6,7              | 16,9             |
| Середній мінімум, °C                         | −8,6             | −10,7            | −8,2             | −0,4             | 3,1              | 6,6              | 12,1             | 10,3             | 5,1              | −0,1             | −4,1             | −10,4            | −0,4             |
| Абсолютний мінімум, °C                       | −31,7            | −23,3            | −27,2            | −11,1            | −8,3             | 0,0              | 5,6              | 0,0              | −6,7             | −15              | −20,6            | −27,2            | −31,7            |
| Норма опадів, мм                             | 10               | 25               | 36               | 37               | 41               | 38               | 80               | 64               | 50               | 17               | 10               | 21               | 430              |
| -------------------------------------------- | ---------------- | ---------------- | ---------------- | ---------------- | ---------------- | ---------------- | ---------------- | ---------------- | ---------------- | ---------------- | ---------------- | ---------------- | ---------------- |
| Джерело: The Western Regional Climate Center |                  |                  |                  |                  |                  |                  |                  |                  |                  |                  |                  |                  |                  |

## Демографія
Згідно з переписом 2010 року, у місті мешкало 800 осіб у 415 домогосподарствах у складі 222 родин. Густота населення становила 226 осіб/км².  Було 566 помешкань (160/км²).
Расовий склад населення:
| - 91,1 % — білих - 0,9 % — корінних американців - 0,4 % — вихідців з тихоокеанських островів - 2,6 % — осіб інших рас |

До двох чи більше рас належало 5,0 %. Частка іспаномовних становила 11,4 % від усіх жителів.
За віковим діапазоном населення розподілялося таким чином: 18,9 % — особи молодші 18 років, 58,5 % — особи у віці 18—64 років, 22,6 % — особи у віці 65 років та старші. Медіана віку мешканця становила 52,8 року. На 100 осіб жіночої статі у місті припадало 87,8 чоловіків;  на 100 жінок у віці від 18 років та старших — 88,1 чоловіків також старших 18 років.
Середній дохід на одне домашнє господарство  становив 37 914 долари США (медіана — 29 792), а середній дохід на одну сім'ю — 47 488 доларів (медіана — 32 083). Медіана доходів становила 46 346 доларів для чоловіків та 48 333 долари для жінок. За межею бідності перебувало 26,9 % осіб, у тому числі 49,5 % дітей у віці до 18 років та 24,9 % осіб у віці 65 років та старших.
Цивільне працевлаштоване населення становило 334 особи. Основні галузі зайнятості: освіта, охорона здоров'я та соціальна допомога — 16,8 %, роздрібна торгівля — 14,4 %, мистецтво, розваги та відпочинок — 13,8 %, будівництво — 13,8 %.